# ساتویک (ماساچوست)
ساتویک، ماساچوست
ساتویک(به انگلیسی: Southwick) شهرکی در شهرستان همپدن ایالت ماساچوست می‌باشد که در سال ۱۷۷۵ بنیان‌گذاری شده‌است. این شهرک در سرشماری سال ۲۰۱۰ میلادی، ۹٬۵۰۲ نفر جمعیت داشته‌است.